# Yes Minister
Yes Minister, später auch Yes, Prime Minister (deutscher Titel: Yes Premierminister; Buch: Antony Jay und Jonathan Lynn), ist eine britische Politik-Sitcom, die zwischen 1980 und 1988 von der BBC ausgestrahlt wurde. Die Serie umfasst 38 Episoden, von denen alle bis auf eine 30 Minuten lang sind.
Sie erhielt zahlreiche Auszeichnungen, darunter mehrere BAFTAs, und wurde 2004 in der von der BBC durchgeführten Zuschauerwahl Britain’s Best Sitcom auf Rang sechs gewählt. Die damalige Premierministerin Margaret Thatcher schätzte die Serie so sehr, dass sie es sich nicht nehmen ließ, anlässlich der Verleihung eines Fernsehpreises für die Serie die Laudatio in Form einer von ihr selbst geschriebenen Szene im Kontext von Yes Minister mit Paul Eddington und Sir Nigel Hawthorne zu spielen.
2012 wurden in England neue Folgen von Yes, Prime Minister produziert, die Anfang 2013 ausgestrahlt wurden.

## Inhalt

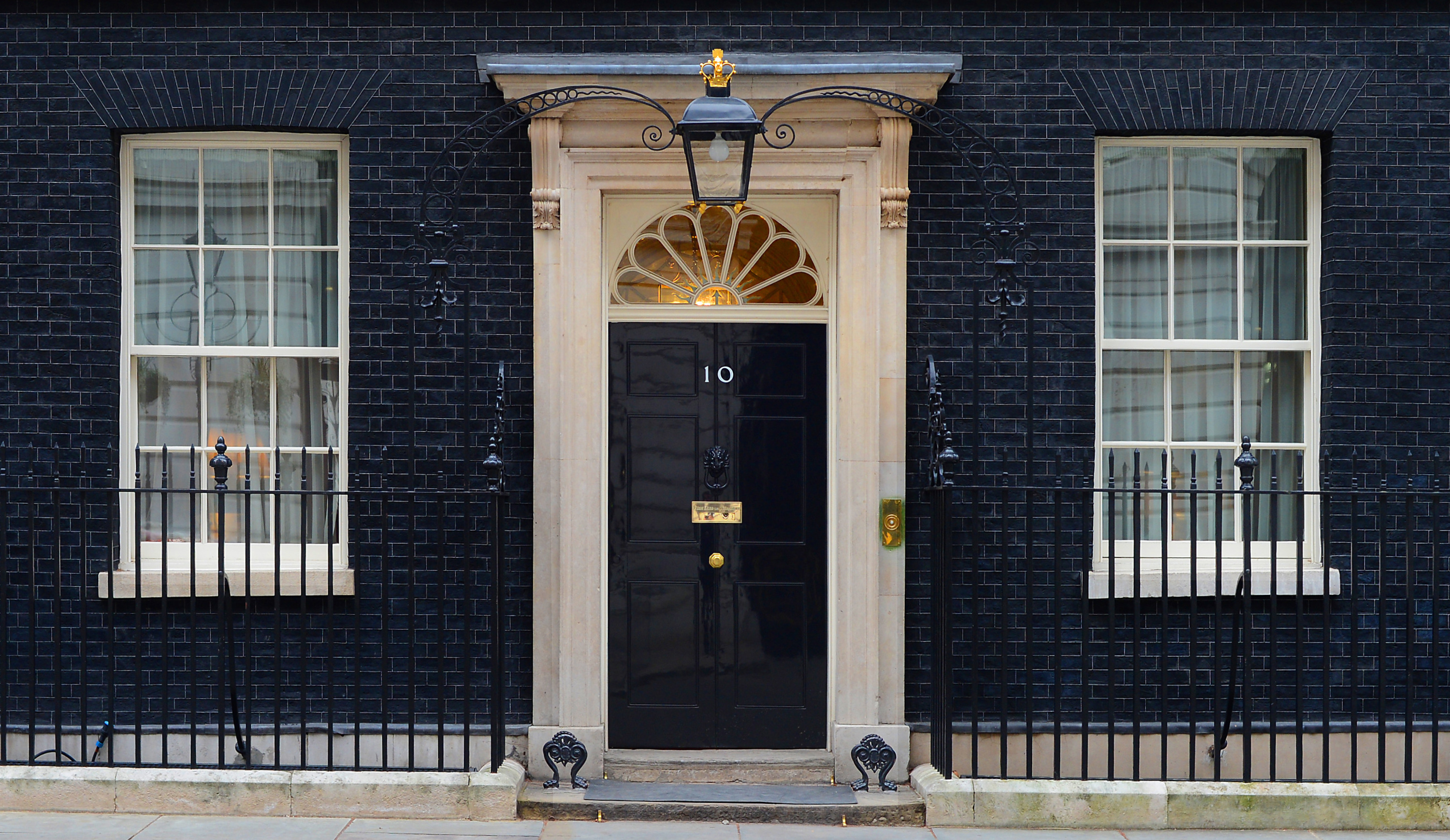
Downing Street 10, Amtssitz des britischen Premierministers

Die Serie folgt den Bemühungen des Zeitungsredakteurs James Hacker (Paul Eddington), der unerwartet ins Parlament gewählt wird. In der ersten Folge wird er zum Minister ernannt, und zwar für das Ministerium für Verwaltungsangelegenheiten (Ministry for Administrative Affairs). Das Ministerium ist eine Erfindung der Drehbuchautoren. Ferner erfährt das Publikum nicht, welcher Partei Minister Hacker angehört. Hacker bemüht sich, demokratisch, transparent, gerecht und ausgabenbewusst zu regieren. Er kümmert sich aber auch um seine Popularität bei den Wählern, muss sich in das System einfügen und ist auch nicht völlig immun gegenüber den Verlockungen von Privilegien.
Hackers Gegenspieler und manchmal Mitspieler ist Sir Humphrey Appleby (Nigel Hawthorne). Als beamteter Staatssekretär verkörpert Appleby die traditionsbewusste britische Beamtenkaste, die ihre eigene Macht und ihre Privilegien beschützt und mit den anderen Eliten des Landes gut vernetzt ist.
Die dritte Hauptperson ist Bernard Woolley (Derek Fowlds), der persönliche Referent des Ministers. Er gehört zwar auch zur Beamtenkaste, bemüht sich aber gleichzeitig um Loyalität zum Minister, dessen Ansichten er meist teilt. Bernard ist für seine Wortspiele bekannt und verstärkt die komische Note.
Zu den häufiger auftretenden Personen gehören etwa der Beamte Sir Arnold (John Nettleton), der im Regierungsapparat noch über Sir Humphrey steht und diesen in die Geheimnisse des Systems einweiht. An Hackers Seite steht seine Frau Annie Hacker (Diana Hoddinott), die ihren Mann zuweilen an dessen Ideale erinnern muss. Dies gilt auch für Hackers externen Berater. Nur in der ersten Staffel handelt es sich um den idealistischen und unnachgiebigen Frank Weisel (Neil Fitzwilliam). In den übrigen Staffeln wird Hacker von der realistischeren Dorothy Wainwright (Deborah Norton) beraten.
Jede Episode stellt ein bestimmtes Thema in den Vordergrund, wie Bürokratieabbau, Streiks, Massenmedien. Andere Kabinettsmitglieder treten seltener oder nur in einer Folge auf. Fast jede Episode endet mit einem Yes Minister von Sir Humphrey; dabei bestätigt der Tonfall, ob die Episode mit einem Sieg für Sir Humphrey oder für den Minister ausgegangen ist. Manchmal ziehen beide an einem Strang gegen einen gemeinsamen Feind wie die Presse.
Üblicherweise entdeckt Hacker, dass eine politische oder Verwaltungshandlung nicht dem Gemeinwohl dient, sondern Einzelinteressen. Wenn er mit den Gepflogenheiten brechen will, wird er von Sir Humphrey auf die Folgen aufmerksam gemacht; manchmal geht es direkt um Sir Humphreys persönliche Privilegien oder die seiner Freunde. Sir Humphrey ist fachlich wesentlich kompetenter als der Minister und mit dem Beamtenapparat besser vertraut.
Nach der dritten Staffel wurde 1984 die einstündige Weihnachtssondersendung Party Games ausgestrahlt. Darin zeigt sich, dass Hacker mittlerweile so anfällig für „professionelle Führung“ durch den Beamtenapparat geworden ist (in der englischen Fassung: „house trained“, also „stubenrein“), dass Sir Humphrey seine Wahl zum Premierminister in die Wege leitet. Dieses Amt übt Hacker dann in Yes, Prime Minister aus, Sir Humphrey und Bernard Woolley werden entsprechend befördert. Als Premierminister ist Hacker reifer und eher in der Lage, Sir Humphrey zu trotzen.

## Besetzung und Figuren
- Paul Eddington als Minister und späterer Premierminister James Hacker (deutsche Synchronstimme: Jürgen Thormann). In der Neuauflage 2013 verkörpert von David Haig.
- Nigel Hawthorne als Sir Humphrey Appleby, GCB, KBE, MVO. Er ist Staatssekretär des (fiktiven) Ministeriums für Verwaltungsfragen (deutsche Synchronstimme: Peter Aust) und Absolvent des (fiktiven) Baillie College (angelehnt an das reale Balliol College) der University of Oxford. In der letzten Episode von Yes Minister (Parteispiele) wurde er Regierungssekretär. Diese Funktion hat er auch in der anschließenden Fernsehserie Yes Prime Minister. Nigel Hawthorne erhielt für seine Darstellung des Humphrey Appleby viermal (in den Jahren 1981, 1982, 1986 und 1987) den Preis BAFTA in der Kategorie Best Light Entertainment Performance. In der Neuauflage von 2013 übernahm Henry Goodman die Rolle.
- Derek Fowlds als Bernard Woolley, der persönlicher Referent des Ministers James Hacker (deutsche Synchronstimme: Friedhelm Ptok). In der Neuauflage von 2013 übernahm Chris Larkin die Rolle.

Neben diesen drei Hauptfiguren treten auch einige weitere Figuren wiederkehrend auf, darunter:
- Diana Hoddinott als Annie Hacker, die Ehefrau von Hacker (deutsche Stimme: Uta Hallant)
- Neil Fitzwiliam als Frank Weisel, ein Berater von Hacker, der an Einfluss verliert und schließlich auf eine Weltreise weggeschickt wird.
- Deborah Norton als Dorothy Wainwright, eine weitere Beraterin von Hacker
- John Nettleton als Kabinettsstaatssekretär Sir Arnold Robinson (deutsche Stimme: Wolfgang Spier)
- Peter Cellier als Sir Frank Gordon, der Sekretär des Schatzkanzlers und wie Appleby ein mächtiger Beamter
- Arthur Cox als George, der Chauffeur von Hacker

## Medien
Von Yes Minister wurden alle drei Staffeln in der Bundesrepublik 1987 im damaligen regionalen Vorabendprogramm der ARD im Zweikanalton deutsch/englisch ausgestrahlt. Yes, Prime Minister folgte ebenfalls in der ARD 1988, jedoch nur die erste von insgesamt zwei Staffeln. Für die zweite Staffel existieren daher keine deutsche Synchronisation und keine deutschen Episodentitel. Yes (Prime) Minister wurde und wird später noch in verschiedenen Dritten Programmen wiederholt.
Alle Staffeln der TV-Serie sind in Großbritannien auf VHS und später auf insgesamt fünf DVDs erschienen. Die Staffeln Yes, Minister (Die komplette Serie) und Yes, Prime Minister (Staffel 1) wurden in einer Box im Dezember 2013 auf Deutsch veröffentlicht. Da bei der ursprünglichen Ausstrahlung jede Folge um circa fünf Minuten gekürzt wurde, existiert für die geschnittenen Szenen kein deutscher Synchronton. Auf der deutschen DVD-Ausgabe wurde an diesen Stellen der englische Originalton mit deutschen Untertiteln eingesetzt.
Sechzehn der Episoden sind 1983/84 als Hörspiele mit denselben Schauspielern für die BBC produziert worden. Die komplette Hörspielserie ist ebenfalls auf Kassette und CD erhältlich.
Auf der Grundlage der Serie wurden die Bücher The Complete Yes Minister (ISBN 0-563-20665-9) und The Complete Yes, Prime Minister (ISBN 0-563-20773-6) veröffentlicht, die sich an den bekannten Fernsehepisoden orientieren und sich als fiktive Dokumente- und Interviewsammlung der Beteiligten präsentieren. Deutsche Buchtitel: Yes Minister (ISBN 3-442-08636-1) und Yes Premierminister (ISBN 3-442-08892-5).
Yes, Prime Minister wurde von Mosaic Publishing als Computerspiel für verschiedene Heimcomputer umgesetzt.

## Trivia
Der Kater Humphrey, Chief Mouser to the Cabinet Office von 1989 bis 1997, wurde von der damaligen Premierministerin Thatcher nach Sir Humphrey Appleby benannt.

## Episoden
Yes Minister, 1. Staffel
1. Open Government (Bürgernahe Politik)
2. The Official Visit (Staatsbesuch)
3. The Economy Drive (Sparmaßnahmen)
4. Big Brother (Big Brother)
5. The Writing on the Wall (Die Schrift an der Wand)
6. The Right to Know (Das Recht auf Einsicht)
7. Jobs for the Boys (Vetternwirtschaft)

Yes Minister, 2. Staffel
1. The Compassionate Society (Die mitfühlende Gesellschaft)
2. Doing the Honours (Ehrenhalber)
3. The Death List (Die Todesliste)
4. The Greasy Pole (Durchs Nadelöhr)
5. The Devil You Know (Das kleinere Übel)
6. The Quality of Life (Lebensqualität)
7. A Question of Loyalty (Loyalitätsfragen)

Yes Minister, 3. Staffel
1. Equal Opportunities (Chancengleichheit)
2. The Challenge (Die Herausforderung)
3. The Skeleton in the Cupboard (Die Leiche im Keller)
4. The Moral Dimension (Die Dimension der Moral)
5. The Bed of Nails (Das trojanische Pferd)
6. The Whisky Priest (Der Whisky-Priester)
7. The Middle-Class Rip-Off (Kunststücke)
8. Special: Party Games (Parteispiele)

Yes, Prime Minister, 1. Staffel
1. The Grand Design (Der große Plan)
2. The Ministerial Broadcast (Die Fernsehansprache)
3. The Smoke Screen (Blauer Dunst)
4. The Key (Der Schlüssel)
5. A Real Partnership (Echte Partnerschaft)
6. A Victory for Democracy (Ein Sieg für die Demokratie)
7. The Bishop’s Gambit (Mein Bischof, dein Bischof)
8. One of Us (Einer von uns)

Yes, Prime Minister, 2. Staffel
1. Man Overboard
2. Official Secrets
3. A Diplomatic Incident
4. A Conflict of Interest
5. Power to the People
6. The Patron of the Arts
7. The National Education Service
8. The Tangled Web

Yes, Prime Minister, neue Staffel 2013
1. Crisis at the Summit
2. The Poisoned Chalice
3. Gentlemen’s Agreement
4. A Diplomatic Dilemma
5. Scot Free
6. A Tsar Is Born